# 斎藤伝吉
斎藤 伝吉（さいとう でんきち、1932年〈昭和7年〉12月4日 - 2016年〈平成28年〉1月22日）は、日本の政治家、埼玉県岩槻市（現・さいたま市岩槻区）長（第9代 - 第12代）。

## 来歴
現在のさいたま市岩槻区に生まれる。埼玉県立春日部高等学校卒。岩槻町役場に入り、市制施行後は土木課長、産業建設、総務の各部長、助役を経て、1985年の岩槻市長選挙に立候補し、元市長を破って初当選した。以来1998年まで市長を4期務めた。1997年に4回目の当選を果たして半年後の1998年1月、市内の再開発に関し、納入業者から200万円を受け取ったとして、収賄容疑で逮捕された。逮捕後に市長を辞職。同年6月、浦和地裁で懲役2年6ヶ月、執行猶予3年、追徴金200万円の有罪判決を受けた。